# Henry Hopper
Henry Lee Hopper (Los Angeles, 11 settembre 1990) è un attore statunitense, figlio del noto attore e regista Dennis Hopper e dell'attrice Katherine LaNasa.

## Biografia
Henry Hopper è nato nel 1990 a Los Angeles, in California Ha tre sorellastre: Marin (nata nel 1962), figlia del padre e della prima moglie, l'attrice Brooke Hayward, Ruthanna (nata nel 1974 circa), figlia del padre e della terza moglie, Daria Halprin, e Galen Grier Hopper (nata nel 2003), figlia del padre e della sua ultima moglie, Victoria Duffy.
All'età di quattordici anni, Hopper ha iniziato a prendere lezioni di recitazione presso il Lee Strasberg Theatre and Film Institute. In seguito ha studiato pittura e scultura nel California Institute of the Arts, ma a diciotto anni ha abbandonato gli studi per andare a Berlino, dove ha vissuto in un collettivo di artisti.

## Carriera
Hopper ha debuttato nel mondo del cinema recitando nel film del 1996 Kiss & Tell diretto da Jordan Alan, insieme a Richmond Arquette, Lewis Arquette, Peter Greene e Jill Hennessy. Nella pellicola ha interpretato tre differenti personaggi minori. Hopper non ha recitato nuovamente fino al 2011, quanto gli è stata assegnata la parte del co-protagonista, al fianco di Mia Wasikowska, nel film L'amore che resta di Gus Van Sant. Il film è stato proiettato nella sezione Un Certain Regard del 64º Festival di Cannes.

## Filmografia

### Cinema
- Kiss & Tell, regia di Jordan Alan (1997)
- Natural, regia di Norman Ohler - cortometraggio (2010)
- L'amore che resta (Restless), regia di Gus Van Sant (2011)
- Rebel, registi vari - cortometraggio (2011)
- Tar (The Color of Time), registi vari (2012)
- Kurt, regia di Adarsha Benjamin - cortometraggio (2012)
- Plant Hunter, regia di Isaiah Seret - cortometraggio (2013)
- The Fly Room, regia di Alexis Gambis (2014)
- Yosemite, regia di Gabrielle Demeestere (2015)
- The Stars Down to Earth, regia di Margaret Haines - cortometraggio (20)
- Don't Come Back from the Moon, regia di Bruce Thierry Cheung (2017)
- Black Licorice, regia di Frankie Latina (2019)

### Video musicali
- MGMT: Cool Song No. 2, regia di Isaiah Seret - cortometraggio (2013)